# Ли Вэйфэн
Ли Вэйфэн (кит. трад. 李玮峰, пиньинь Lǐ Wěifēng; 1 декабря 1978, Чанчунь, провинция Цзилинь) — китайский футболист, защитник. Рекордсмен сборной Китая по количеству сыгранных матчей.

## Карьера
Ли - центральный защитник, известен хорошей игрой головой, которой он обязан своим прозвищем «Большая голова». Кроме собственно игры в футбол, он также зачастую является героем футбольных и околофутбольных скандалов и сплетен. Например, в рамках розыгрыша чемпионата Восточной Азии 2005 года он получил две красные карточки, явился причиной увольнения тренера Чи Шанбиня из «Шэньчжэня». Это стало причиной появления ещё одного прозвища - «футбольный забияка» (Qiu Ba).

### Клубная карьера
Ли Вэйфэн начинал карьеру в клубе «Шэньчжэнь Пинъань», затем некоторое время выступал в Англии за «Эвертон» (после чемпионата мира 2002 соглашение было заключено между ним и китайским спонсором «Кэцзянь»). Однако, сделка не была успешной — игрок лишь дважды выходил в составе «Эвертона», не смог закрепиться в команде и после сезона 2002-03 вновь вернулся в «Шэньчжэнь».
В Китай игрок вернулся накануне старта сезона 2011 года, подписав контракт с командой Суперлиги «Тяньцзинь Тэда» 18 января 2011. В клубе игрок стал основным защитником и лидером по отборам мяча, а также несколько лет был капитаном.

### Международная карьера
Дебют игрока за сборную состоялся 22 ноября 1998 года в товарищеском матче против Южной Кореи.
Ли стал капитаном сборной при главном тренере Ари Хане в 2003.
В сентябре 2006 года Ли был отчислен из национальной команды за удар соперника в матче и шестую красную карточку в рамках розыгрыша Лиги чемпионов АФК, полученную за 14 месяцев в игре за клуб «Шанхай Шэньхуа». Капитаном сборной после него стал Чжэн Чжи.

### Голы за национальную сборную
В итоговых результатах голы Китая приведены первыми.
| №  | Дата             | Место           | Соперник              | Счёт | Результат | Соревнование                                            |
| -- | ---------------- | --------------- | --------------------- | ---- | --------- | ------------------------------------------------------- |
| 1  | 12 декабря 1998  | Таиланд Бангкок | Оман                  | 5-0  | 6-1       | Азиатские игры 1998                                     |
| 2  | 26 января 2000   | Вьетнам Хошимин | Гуам                  | 4-0  | 19-0      | Кубок Азии по футболу 2000 (отборочный турнир)          |
| 3  | 3 сентября 2000  | Китай Шанхай    | Ирак                  | 1-0  | 4-1       | Товарищеский матч                                       |
| 4  | 3 сентября 2000  | Китай Шанхай    | Ирак                  | 3-1  | 4-1       | Товарищеский матч                                       |
| 5  | 22 апреля 2001   | Китай Сиань     | Мальдивы              | 10-1 | 10-1      | Чемпионат мира по футболу 2002 (отборочный турнир)      |
| 6  | 13 мая 2001      | Китай Куньмин   | Индонезия             | 1-1  | 5-1       | Чемпионат мира по футболу 2002 (отборочный турнир)      |
| 7  | 7 сентября 2001  | Катар Доха      | Катар                 | 1-1  | 1-1       | Чемпионат мира по футболу 2002 (отборочный турнир)      |
| 8  | 15 сентября 2001 | Китай Шэньян    | Узбекистан            | 1-0  | 2-0       | Чемпионат мира по футболу 2002 (отборочный турнир)      |
| 9  | 16 февраля 2003  | Китай Ухань     | Эстония               | 1-0  | 1-0       | Товарищеский матч                                       |
| 10 | 17 ноября 2004   | Китай Гуанчжоу  | Гонконг               | 7-0  | 7-0       | Чемпионат мира по футболу 2006 (отборочный турнир)      |
| 11 | 22 февраля 2006  | Китай Гуанчжоу  | Государство Палестина | 2-0  | 2-0       | Кубок Азии по футболу 2007 (отборочный турнир)          |
| 12 | 21 октября 2007  | Китай Фошань    | Мьянма                | 7-0  | 7-0       | Чемпионат мира по футболу 2010 (отборочный турнир)      |
| 13 | 25 мая 2008      | Китай Куньшань  | Иордания              | 2-0  | 2-0       | Товарищеский матч                                       |
| 14 | 15 ноября 2011   | Сингапур        | Сингапур              | 2-0  | 4-0       | Чемпионат мира по футболу 2014 (отборочный турнир, АФК) |

## Достижения

### Клубные
«Шэньчжэнь Цзяньлибао»
- Чемпион Китая : 2004
- Серебряный призёр Лиги Цзя-А : 2002
- Финалист Кубка Суперлиги Китая: 2004, 2005

«Шанхай Шэньхуа»:
- Обладатель Кубка Чемпионов Восточной Азии : 2007
- Серебряный призёр Чемпионата Китая : 2006

«Сувон Самсунг Блюуингз»
- Обладатель Кубка Кореи : 2009

«Тяньцзинь Тэда»
- Обладатель Кубка Китая : 2011

### Национальная сборная
- Серебряный призёр Кубка Азии : 2004
- Чемпион Восточной Азии : 2005